# World Series of Poker Europe 2007

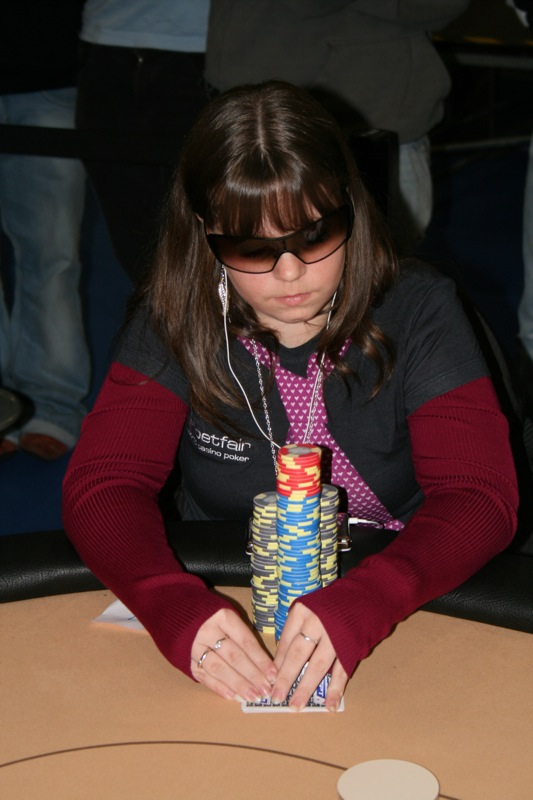
Annette Obrestad, vincitrice del Main Event

Le World Series of Poker Europe 2007 furono la prima edizione della manifestazione. Si tennero dal 6 al 17 settembre presso il Casino at the Empire di Londra.
Furono assegnati i primi tre braccialetti delle World Series of Poker al di fuori di Las Vegas. Vincitrice del Main Event fu Annette Obrestad.

## Eventi
| N° evento | Nome                                               | Iscritti                                           | Vincitore                                          | Premio (UK£)                                       | Ultimo giocatore eliminato                         |
| --------- | -------------------------------------------------- | -------------------------------------------------- | -------------------------------------------------- | -------------------------------------------------- | -------------------------------------------------- |
| 1         | £2.500 H.O.R.S.E.                                  | 105                                                | Thomas Bihl                                        | 70.875                                             | Jennifer Harman                                    |
| 2         | £5.000 Pot Limit Omaha                             | 165                                                | Dario Alioto                                       | 234.390                                            | Istvan Novak                                       |
| 3         | £10.000 No Limit Hold'em Main Event - 362 iscritti | £10.000 No Limit Hold'em Main Event - 362 iscritti | £10.000 No Limit Hold'em Main Event - 362 iscritti | £10.000 No Limit Hold'em Main Event - 362 iscritti | £10.000 No Limit Hold'em Main Event - 362 iscritti |
| 3         | Posizione                                          | Nome                                               | Nome                                               | Nome                                               | Premio (UK£)                                       |
| 3         | 1°                                                 | Annette Obrestad                                   | Annette Obrestad                                   | Annette Obrestad                                   | £1 000 000                                         |
| 3         | 2°                                                 | John Tabatabai                                     | John Tabatabai                                     | John Tabatabai                                     | £570 150                                           |
| 3         | 3°                                                 | Matthew McCullough                                 | Matthew McCullough                                 | Matthew McCullough                                 | £381 910                                           |
| 3         | 4°                                                 | Oyvind Riisem                                      | Oyvind Riisem                                      | Oyvind Riisem                                      | £257 020                                           |
| 3         | 5°                                                 | Johannes Korsar                                    | Johannes Korsar                                    | Johannes Korsar                                    | £191 860                                           |
| 3         | 6°                                                 | Dominic Kay                                        | Dominic Kay                                        | Dominic Kay                                        | £152 040                                           |
| 3         | 7°                                                 | Magnus Persson                                     | Magnus Persson                                     | Magnus Persson                                     | £114 030                                           |
| 3         | 8°                                                 | Theo Jørgensen                                     | Theo Jørgensen                                     | Theo Jørgensen                                     | £85 070                                            |
| 3         | 9°                                                 | James Keys                                         | James Keys                                         | James Keys                                         | £61 540                                            |